# Nový Kostelec
Nový Kostelec (německy Neu Kosteletz) je malá vesnice, část městyse Borotín v okrese Tábor v Jihočeském kraji. Nachází se dva kilometry jižně od Borotína. Je zde evidováno 17 adres. V roce 2011 zde trvale žilo čtyřicet obyvatel.
Nový Kostelec leží v katastrálním území Pikov o výměře 8,35 km².
Jižně ležící hospodářský dvůr Kostelec s kostelem Narození Panny Marie má čísla popisná 11 a 12 patřící k Pikovu.

## Historie
První písemná zmínka o vesnici pochází z roku 1352.

## Obyvatelstvo
| Rok            | 1869 | 1880 | 1890 | 1900 | 1910 | 1921 | 1930 | 1950 | 1961 | 1970 | 1980 | 1991 | 2001 | 2011 | 2021 |
| -------------- | ---- | ---- | ---- | ---- | ---- | ---- | ---- | ---- | ---- | ---- | ---- | ---- | ---- | ---- | ---- |
| Počet obyvatel | 154  | 134  | 116  | 103  | 112  | 95   | 87   | 67   | 81   | 69   | 62   | 50   | 45   | 40   | 38   |
| Počet domů     | 19   | 19   | 19   | 19   | 19   | 19   | 19   | 17   | 17   | 15   | 16   | 17   | 17   | 17   | 17   |

## Obecní správa
Při sčítání lidu v letech 1850–1971 Nový Kostelec byl osadou obce Řevnov, se kterým patřil nejprve do okresu Sedlčany, ale od roku 1880 v okrese Tábor. Od 26. listopadu 1971 je částí městyse Borotín v okrese Tábor.

## Pamětihodnosti
- Kostel Narození Panny Marie

## Galerie

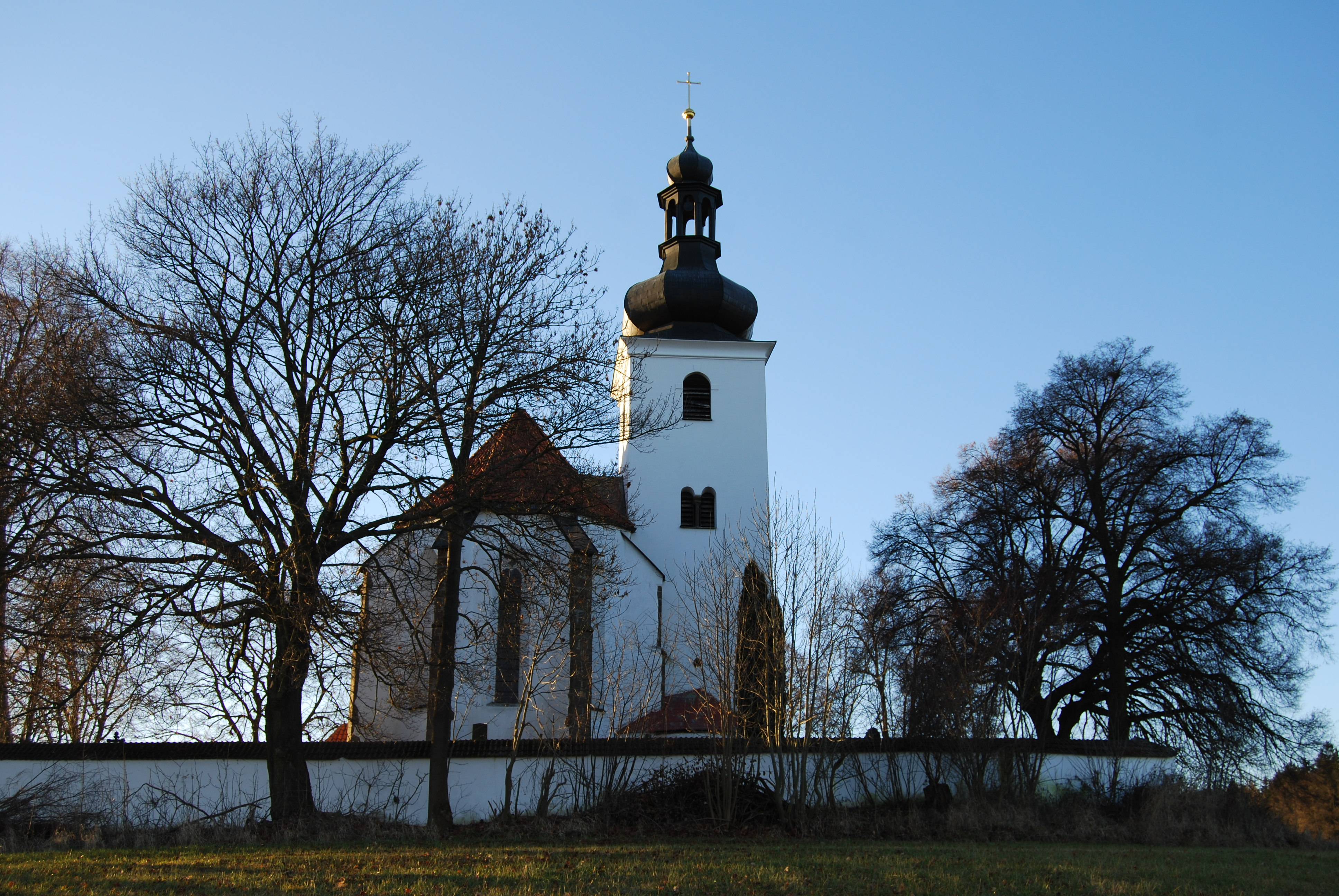
Kostel Narození Panny Marie
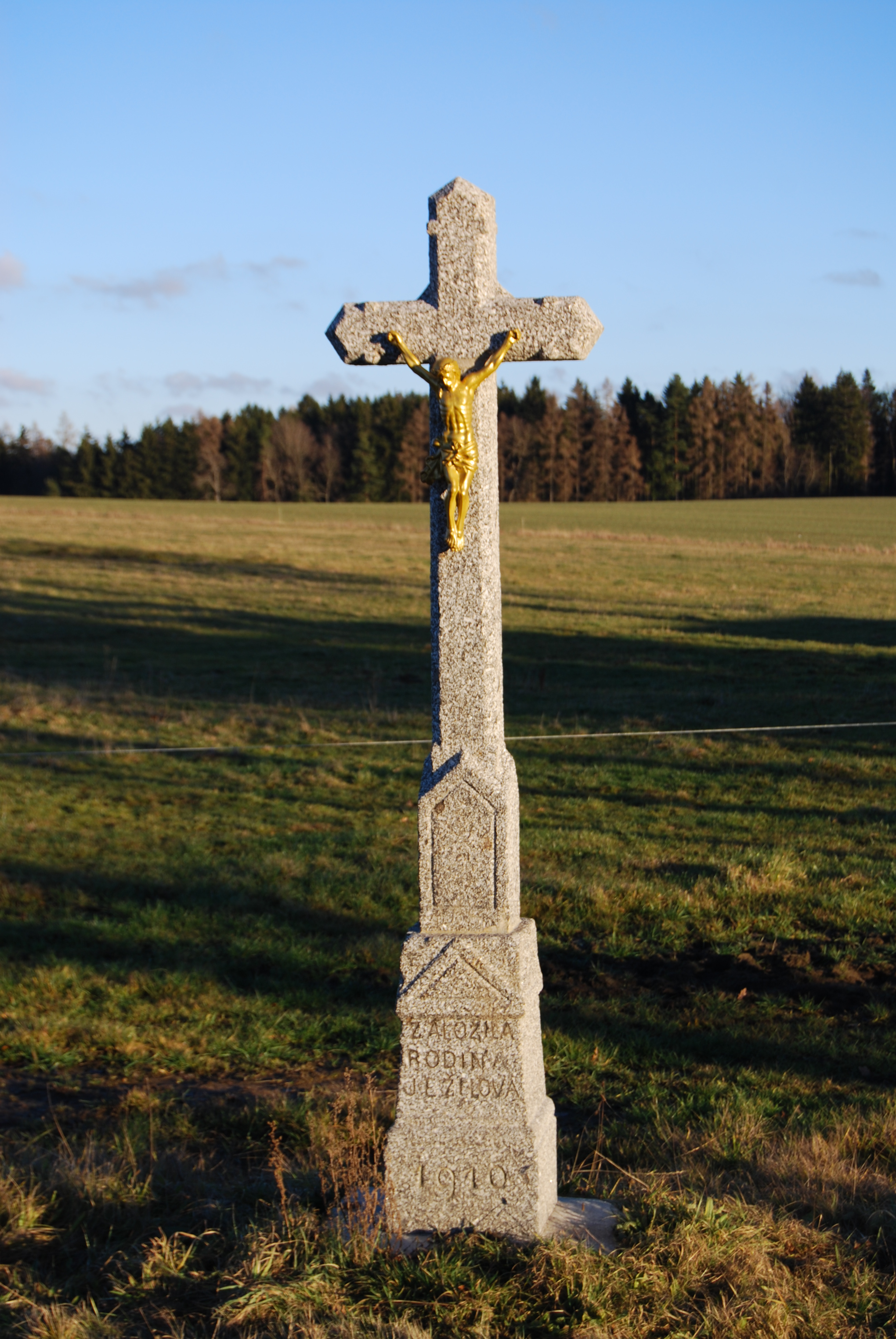
Kříž před vesnicí
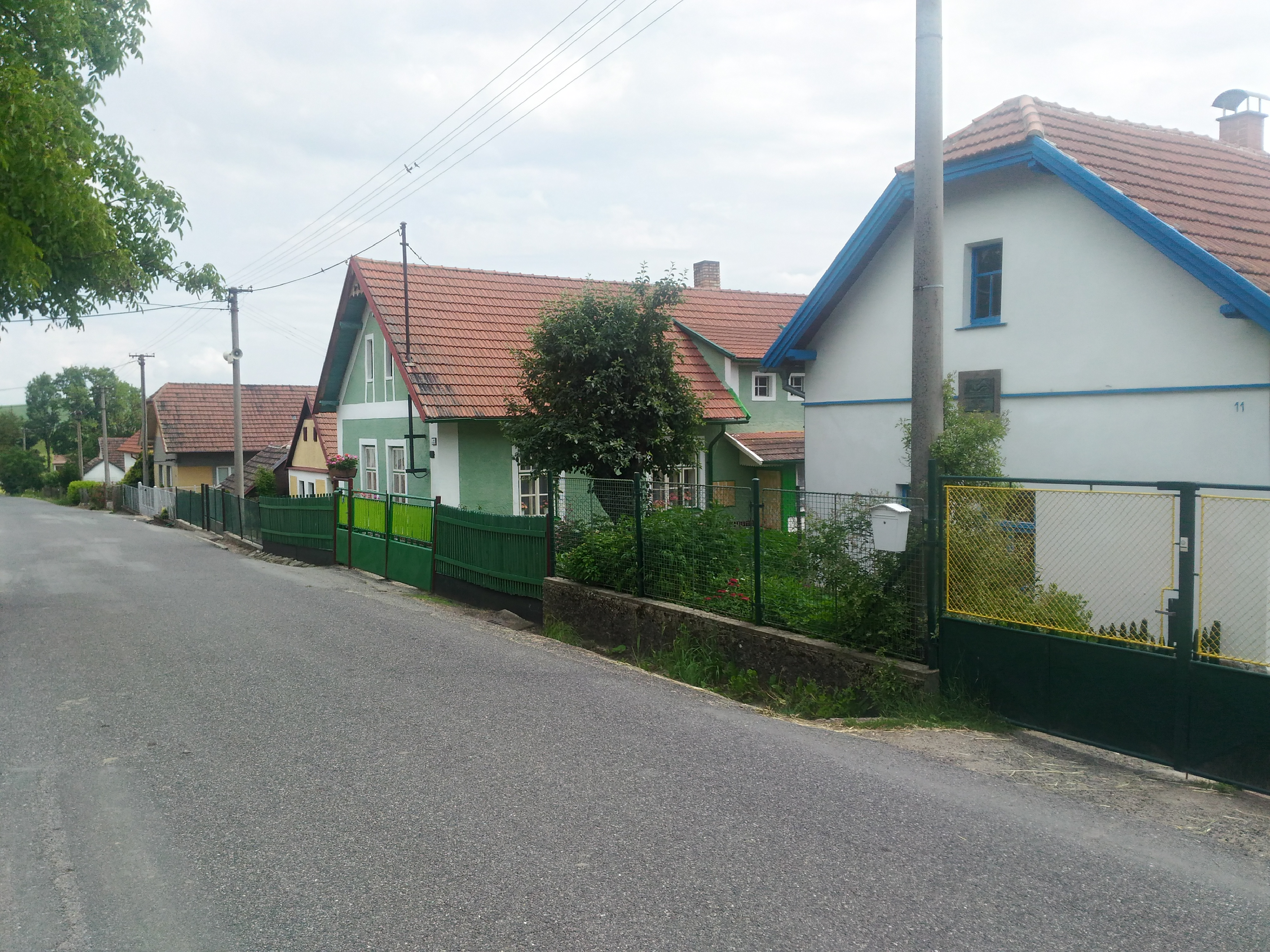
Domy u silnice